# 流南县
流南县，中国古县名。
南朝梁置流南县，治所在今广东省阳春市西北三十五里圭岗镇，属阳春郡、新宁郡。南朝陈时改属新兴郡。隋朝灭陈，直属新州。开皇十八年（598年），改名南流县。唐高祖武德四年（621年）分阳春县复置流南县，属春州。唐玄宗开元十八年（730年）废除，天宝十四载（755年）重设。五代十国南汉时沿置，北宋废除。